# Wladimir Pawlowitsch Simagin

Bild Simagins von seiner Grabplatte auf dem Nowodewitschi-Friedhof

Wladimir Pawlowitsch Simagin (russisch Владимир Павлович Симагин, wiss. Transliteration Vladimir' Pavlovič Simagin; * 21. Juni 1919 in Moskau; † 25. September 1968 in Kislowodsk) war ein russisch-sowjetischer Schachspieler.
Er galt als einer der stärksten Spieler Moskaus und erzielte gute Ergebnisse bei den Stadtmeisterschaften: 1946 wurde er Zweiter hinter David Bronstein, 1947 geteilter Erster mit Bronstein und Rawinski (Simagin wurde Meister nach Stichkampf), 1956 Zweiter nach Stichkampf gegen Tigran Petrosjan und 1959 alleiniger Sieger. Beim Städtewettkampf Moskau gegen Budapest 1949 erzielte er mit 12 Punkten aus 16 Partien ein sehr gutes Ergebnis. Zwischen 1951 und 1965 nahm er an sieben UdSSR-Meisterschaften teil.
Simagin bekam 1950 vom Weltschachverband FIDE den Titel eines Internationaler Meisters und 1962 den eines Großmeisters verliehen. Zu seinen größten internationalen Erfolgen zählen der zweite Platz 1963 in Sarajevo und der Sieg beim Turnier in Sotschi 1967. Mitte des 20. Jahrhunderts war Simagin Sekundant des damaligen Schachweltmeisters Wassili Smyslow.
Simagin spielte auch erfolgreich Fernschach. Er nahm bereits 1948 an der 1. Fernschachmeisterschaft der UdSSR teil und kam dort auf den geteilten zweiten Platz, wobei ihm der Turniersieg nur durch ein grobes Versehen entging. Aus Enttäuschung darüber zog er sich für einige Jahre vom Fernschach zurück und spielte dann erst wieder 1964 bei der 6. UdSSR-Fernschachmeisterschaft, die er vor dem späteren Fernschachweltmeister Grigori Sanakojew mit 13 Punkten aus 17 Partien gewann. Bei der 7. UdSSR-Fernschachmeisterschaft scheiterte er knapp an der Titelverteidigung und kam auf Platz 2. 1965 wurde ihm der ICCF-Titel Internationaler Meister im Fernschach verliehen. Er qualifizierte sich für das Finale der 6. Fernschachweltmeisterschaft, verstarb jedoch 1968 tragisch während eines Schachturniers in Kislowodsk nach einem Herzinfarkt.
Nach Simagin sind einige Varianten von Schacheröffnungen benannt, beispielsweise die Simagin-Variante im Maróczy-Aufbau der Sizilianischen Verteidigung (7. … Sg8–h6) oder im klassischen Grünfeld-Indisch (8. … b7–b6).
Seine beste historische Elo-Zahl war 2650 im Oktober 1949, damit lag er auf Platz 22 der Weltrangliste.

## Partiebeispiel
|   | a | b | c | d | e | f | g | h |   |
| 8 |   |   |   |   |   |   |   |   | 8 |
| 7 |   |   |   |   |   |   |   |   | 7 |
| 6 |   |   |   |   |   |   |   |   | 6 |
| 5 |   |   |   |   |   |   |   |   | 5 |
| 4 |   |   |   |   |   |   |   |   | 4 |
| 3 |   |   |   |   |   |   |   |   | 3 |
| 2 |   |   |   |   |   |   |   |   | 2 |
| 1 |   |   |   |   |   |   |   |   | 1 |
|   | a | b | c | d | e | f | g | h |   |

In dieser Stellung der Drachenvariante spielte Simagin das Qualitätsopfer 12. … Lg7–h8. Dieser Zug ist kennzeichnend für das moderne, dynamische Schachverständnis, damals wirkte er jedoch wie ein "Blitz aus heiterem Himmel". Schwarz opfert Material, erhält sich aber den wertvollen Läufer und erlangt in der Folge gutes Spiel auf den schwarzen Feldern. Simagin gewann die Partie durch einen Angriff auf die weiße Rochadestellung nach den weiteren Zügen 13. Lxf8 Dxf8 14. Sd4 Lc4 15. g5 Sfd7 16. Lh3 e6 17. Kb1 Se5 18. f4 Sf3 19. Sxf3 Lxc3 20. bxc3 d5 21. Dc1 Sa4 22. exd5 Lxa2+ 23. Ka1 Dc5 24. dxe6 Sxc3 25. Td4 Lxe6 26. Lxe6 fxe6 27. Ta4 Sxa4 28. c4 Td8 29. Ka2 Db4 30. Te1 Td3 31. Txe6 Sc3+ 0:1